# Терминология хадиса
Терминоло́гия хади́са (араб. مصطلح الحديث‎) — наука об основах и правилах, руководствуясь которыми можно определить степень приемлемости текста (матна) или иснада (цепь передатчиков) хадисов.

## Хадис
Хадис — сообщение о любом слове или деянии пророка Мухаммеда, молчаливом одобрении им, либо о его качествах.

## Хабар
Хабар («известие») — насчет этого термина существуют три мнения:
1. Это слово несёт тот же смысл, что и «хадис»
2. Это слово не является синонимом хадиса — оно обозначает любое сообщение, в то время как термин хадис применяются только в отношении сообщений от пророка Мухаммеда
3. Более общее понятие, которое может обозначать и сообщение от Мухаммеда, и сообщение от других лиц

В зависимости от количества путей, которыми передаётся хабар, его можно разделить на два вида: мутаватир и ахад.

### Мутаватир
Название мутаватир (араб. متواتر‎) происходит от слова «таватур» — «следование один за другим». Этим термином определяют такие хадисы и сообщения, в которых исключена возможность фальсификации, то есть передатчики таких хадисов не имеют возможности для сговора. У таких сообщений есть несколько условий, которым они должны соответствовать:
- Большое количество передатчиков. Относительно их минимального количества единого мнения среди хадисоведов нет, но в целом их не должно быть меньше десяти.
- Такое количество передатчиков должно присутствовать в каждом из разрядов иснада.
- Должно отсутствовать подозрение в сговоре и фальсификации.
- В основе такого сообщения должно лежать то, что можно воспринять с помощью чувств, то есть то, что передатчик мог услышать и увидеть, а не его умозаключения.

Сообщения отвечающие таким требованиям должны приниматься мусульманином безоговорочно и без малейших сомнений об их достоверности.
Сообщения мутаватир можно разделить на две категории: буквальные (аль-мутаватир аль-лафзи) и смысловые (аль-мутаватир аль-маанави). Буквальные сообщения идентичны друг другу, а смысловые — идентичные только по смыслу.
У мусульманских авторов есть несколько трудов посвящённые сбору и выверке таких хадисов и сообщений. Например:
- «аль-Азхар аль-Мутанасира филь-Ахбар аль-Мутаватира» ас-Суюти
- «Катф аль-Азхар» ас-Суюти (краткое изложение предыдущего труда)
- «Назм аль-Мутанасир мин аль-Хадисаль-Мутаватир» Мухаммада ибн Джафара аль-Каттани

### Ахад

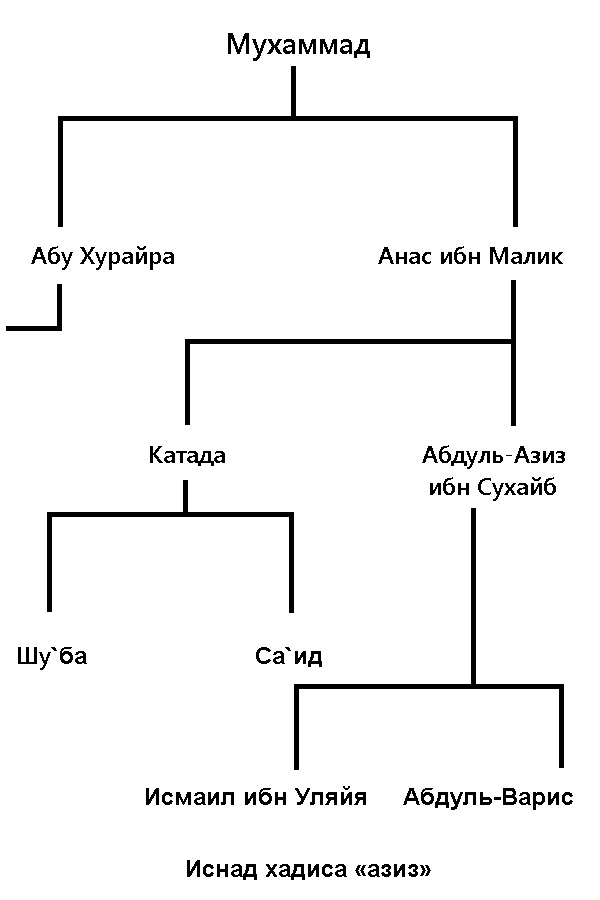
Пример иснада хадиса из категории азиз. От каждого из передатчиков исходят не менее двух передатчиков.

Слово ахад (араб. آحاد‎) является множественным число слова «ахад» (араб. أحد‎) в значении «один». Этим термином обозначают те хадисы и сообщения, которые не отвечают требованиям мутаватир, упомянутым выше. Такие сообщения, передаваемые малым количеством путей, делятся на три категории:

#### Машхур
Машхур (известный) — сообщение, не удовлетворяющее требованиям мутаватир, но передаваемое тремя передатчиками в каждом из разрядов иснада. Также существует термин «мустафид», которое иногда отождествляется с термином «машхур». Хадисами машхур могут называться хадисы и сообщения, которые не отвечают требованиям «известности» (см. выше), но по той или иной причине распространены среди улемов или простого народа. Одно только подпадание хадиса под требования «машхура» не далает его достоверным (сахих), наоборот, среди таких хадисов по различным причинам могут быть и слабые, и даже подложные (мауду) хадисы и сообщения.
Наиболее известные труды, посвящённые сообщениям машхур:
- «аль-Макасид аль-Хасана фи ма-штахара аляль-Альсина» хафиза ас-Сахави
- «Кашф аль-Хафа уа музилль аль-Ильбас фи ма-штахара мин аль-Хадис аля Альсинати-н-Нас» аль-Аджалуни
- «Тамйиз ат-Тайиб мин аль-Хабис фи ма йадурру аля Альсинати-н-Нас мин аль-Хадис» Ибн ад-Дайба аш-Шайбани

#### Азиз
Азиз (редкое) — хадис, в каждом из разрядов иснадов которого присутствуют не менее двух передатчиков. Таких хадисов насчитывается немного и отдельных трудов по сообщениям категории азиз нет.

#### Гариб

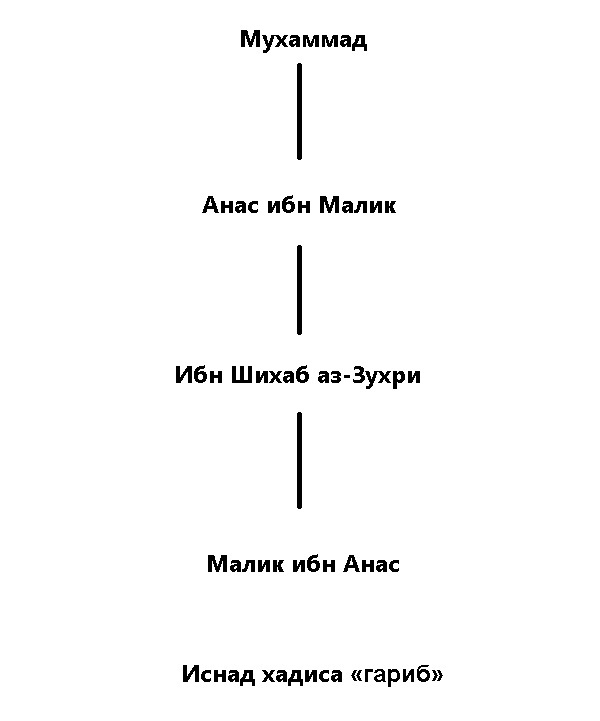
Пример иснада хадиса из категории гариб: Мухаммед → Анас ибн Малик → Ибн Шихаб аз-Зухри → Малик ибн Анас

Гариб (неизвестный) — хадис, передаваемый со слов одного передатчика. Это может означать то, что все разряды иснада хадиса передаются от одного передатчика или то, что лишь некоторые из разрядов передаются от единственного передатчика, ибо в таком случае роль играет только наименьшее число.
Хадисы гариб делятся на две категории:
- Гариб мутлак (абсолютно неизвестный) — хадис, первый передатчик которого один-единственный человек.
- Гариб нисби (относительно неизвестный) — хадис, который может исходить от нескольких передатчиков, но в одном из его разрядов присутствует только один человек.

Относительно неизвестным может быть как иснад, так и матн (текст) сообщения. Иногда текст хадиса не является «гариб» по определению, но его иснад исходит только от одного человека и считается таковым.
Сборники хадисов категории гариб:
- «Муснад» аль-Баззара
- «аль-Муджам аль-Аусат» ат-Табарани

Наиболее известные исследования посвящённые сообщениям гариб:
- «Гараиб Малик» ад-Даракутни
- «аль-Афрад» ад-Даракутни
- «ас-Сунан алляти тафаррада би-кулли суннати минха ахль аль-Бальдат» Абу Давуда ас-Сиджистани

## Асар
Асар («остаток») — у этого термина два толкования:
1. Это слово является синонимом слова «хадис»
2. Это слово не является синонимом «хадиса», так как обозначает сообщения о словах или действиях сподвижников Мухаммеда или их последователей (табиины)

## Иснад/Санад
Санад («опора»), иснад — цепь передатчиков сообщения, приводящая к матну (см. ниже)

## Матн
Матн («возвышенность, образованная твёрдой почвой») — непосредственно текст хадиса/сообщения

## Муснад
Муснад — причастие страдательного залога от глагола «аснада» («относить что-либо к чему-либо»). Насчёт значения этого термина существуют три мнения:
1. Это книга, в которой по отдельности приведены хадисы от того или иного сподвижника Мухаммеда
2. Хадис с непрерывным иснадом
3. Это то же самое, что и санад

## Прочие термины
Предания с точки зрения того, кто его произнёс:
- Марфу‘ (араб. مرفوع‎) — хадис, который является словами пророка Мухаммада.
- Маукуф (араб. موقوف‎) — хадис, который является словами одного из сподвижников пророка Мухаммада.
- Макту‘ (араб. مقطوع‎) — хадис, который является словами одного из табиинов[1].

Предания с точки зрения приемлемости:
- Макбуль (араб. مقبول‎; «приемлемый») — хадис, который соответствует условиям принятия, пригодный для использования в качестве доказательства и применяемый на практике.
  - Сахих (араб. صحيح‎; «достоверный») — хадис, который соответствует самым строгим условиям принятия.
  - Хасан (араб. حسن‎; «хороший»), джайид (араб. جيد‎) — хадис, который удовлетворяет низшим условиям принятия[1].
- Мардуд (араб. مردود‎; «отвергаемый») — хадис, который не удовлетворяет условиям приемлемости.
  - Да‘иф (араб. ضعيف‎; «слабый»), батыль (араб. باطل‎) — хадис, который не удовлетворяет одному из условий приемлемости.
  - Мауду‘ (араб. موضوع‎; «сочинённый», «вымышленный»), макзуб (араб. مكذوب‎; «ложный») — хадис, в цепочке передатчиков которого есть лжец или человек, обвиняемый во лжи[1].
- Му‘алляк — хадис, в начале иснада которого пропущено имя одного или нескольких друг за другом передатчиков.